# Olympische Winterspiele 1976/Teilnehmer (Liechtenstein)
| Gelbes Symbol für Goldmedaillen mit stilisierten Olympischen Ringen | Graues Symbol für Silbermedaillen mit stilisierten Olympischen Ringen | Braundes Symbol für Bronzemedaillen mit stilisierten Olympischen Ringen |
| ------------------------------------------------------------------- | --------------------------------------------------------------------- | ----------------------------------------------------------------------- |
| —                                                                   | —                                                                     | 2                                                                       |

Liechtenstein nahm an den Olympischen Winterspielen 1976 im österreichischen Innsbruck mit sechs männlichen und drei weiblichen Athleten teil.
Seit 1936 war es die achte Teilnahme Liechtensteins bei Olympischen Winterspielen.

## Flaggenträger
Die alpine Schifahrerin Ursula Konzett, mit 16 Jahren die jüngste Teilnehmerin aus Liechtenstein, trug die Flagge Liechtensteins während der Eröffnungsfeier im Bergiselstadion.

## Medaillen
Zum ersten Mal konnten Sportler aus Liechtenstein auch Medaillen bei Olympischen Spielen gewinnen. Mit zwei gewonnenen Bronzemedaillen belegte Liechtenstein den 14. Platz im Medaillenspiegel.

### Bronze
- Willi Frommelt: Ski Alpin, Herren, Slalom
- Hanni Wenzel: Ski Alpin, Frauen, Slalom

## Teilnehmer nach Sportarten

### Rodeln
- Max Beck
Einsitzer Männer: 32. Platz
Doppelsitzer Männer (mit Rainer Gassner): 19. Platz

- Rainer Gassner
Einsitzer Männer: Rennen nicht beendet
Doppelsitzer Männer (mit Max Beck): 19. Platz

- Wolfgang Schädler
Einsitzer Männer: Rennen nicht beendet

### Ski Alpin
- Paul Frommelt
Riesenslalom, Männer: Ausgeschieden

- Willi Frommelt
Abfahrt, Männer: 23. Platz
Riesenslalom, Männer: 17. Platz
Slalom, Männer: 3. Platz

- Ursula Konzett
Abfahrt, Frauen: 24. Platz
Riesenslalom, Frauen: 18. Platz
Slalom, Frauen: 11. Platz

- Andreas Wenzel
Abfahrt, Männer: 28. Platz
Riesenslalom, Männer: 20. Platz
Slalom, Männer: 10. Platz

- Hanni Wenzel
Abfahrt, Frauen: 11. Platz
Riesenslalom, Frauen: 20. Platz
Slalom, Frauen: 3. Platz

### Ski Nordisch
- Claudia Sprenger
5 km Langlauf, Frauen: 40. Platz
10 km Langlauf, Frauen: 38. Platz